# مقاطعة كارول (فيرجينيا)
 مقاطعة كارول  (بالإنجليزية:  Carroll County)‏ هي إحدى المقاطعات في ولاية فيرجينيا في الولايات المتحدة الأمريكية.

## أعلام
- تشارلز بي. موريس